# علي صياد شيرازي

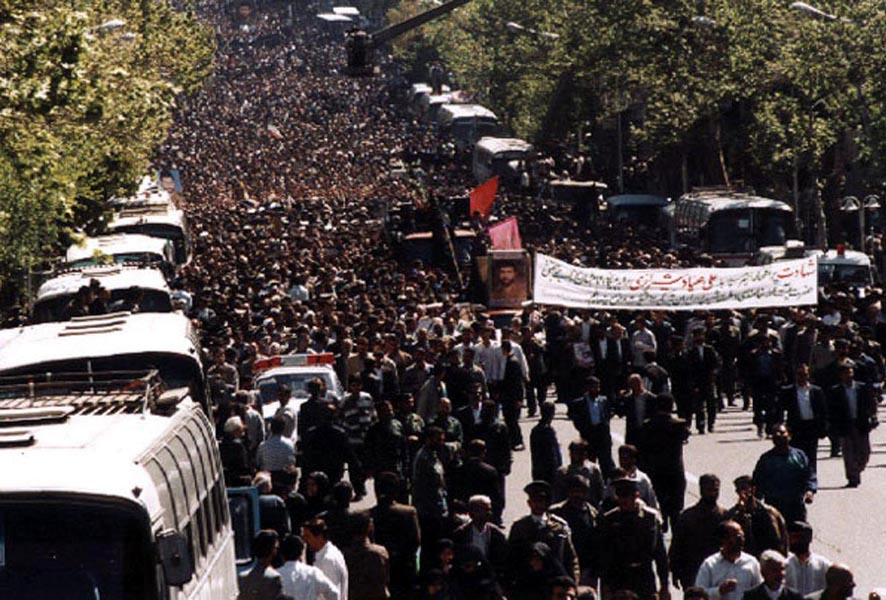
جنازة الجنرال صياد شيرازي

علي صياد شيرازي (1944 – 1999)(بالفارسية: علی صیاد شیرازی) القائد السابق لجيش الجمهورية الإسلامية الإيرانية، وكان عضواً في المجلس الأعلى للدفاع. ولد في قرية كبود گنبد مدينة دركز بمحافظة خراسان رضوي. هو كان واحدا من القادة الإيرانيين في الحرب العراقية الإيرانية.، كان له دور مركزي في قمع التمرد المسلح في إقليم كردستان في عام 1979. بعد 32 عاما من خدمته في الوحدات المختلفة لقوات البرية للجيش، أغتيل من جانب القوات المسلحة لمنظمة مجاهدي خلق أمام منزله في طهران.

## حياته
ولد الشيرازي في 13 حزيران 1944 في مدينة «درگز» إيران. كان والده ضابط في الجيش لهذا دفعه للانضمام الي الجيش في عام 1964 والتحق كطالب ضابط.

## نشاطاته
كلف الشيرازي باعتباره ملازما ثانيا في المدفعية في عام 1974. تم إرساله إلى الولايات المتحدة لمواصلة التعليم العسكري. وعندما عاد إلى إيران أظهر معارضة لسياسات الدولة البهلوية، وشارك في بعض المظاهرات في الشوارع. ثم انضم إلى حركة المعارضة ضد الشاه. خلال ثورة عام 1979، خدم في فرقة المشاة 64 في أرومية. ومنحت في وقت لاحق رتبة ملازم العامة للقوات المسلحة الإيرانية.

## قتله
اغتيل صياد شيرازي في اليوم العاشر من أبريل 1999م، على يد العناصر المسلحة لـ «منظمة مجاهدي خلق» عندما كانوا يتنكرون في زي عمال التنظيف، وذلك أمام منزله الكائن في طهران.

## بعض ماجاء من وصيته
مما جاء في وصية علي صياد الشيرازي:
اللهي؛ أنت الذي جعلت قلبي يمتلى عشقاً به طريقك، اسلامك، نظامك، ولايتك. اللهي؛ وأنت تعلم بأني على استعداد دائمٍ للتضحية بما أعطيتني أياها من عشقٍ إلى طريقك. وإن لم يكن كذلك فهذه إيضاً إرادتك.
اللهي؛ إن الرحيل في يديك، فإني لا أعلم متى سأرحل، ولكني أعلم بأنه يجب أن أدعوك لإن تجعلني في ركاب صاحب العصر والزمان عجل الله تعالى فرجه الشريف، وأن أحارب أعدائك الأذلاء حتى أنال الشهادة. اللهي؛ أحفظ ووفق ولي أمرك السيد علي الخامنئي إلى ظهور ولي العصر عليه السلام.

## الوصلات خارجية
- Iranian military commanders List
- https://commons.wikimedia.org/wiki/Category:Sayad_Shirazi